# Wakamatsu Shizuko
Wakamatsu Shizuko (若松 賤子); 6 mars 1864 dans le domaine d'Aizu sous le nom Matsukawa Kashi (松川 甲子) - 10 février 1896, est une professeur, traductrice et écrivain japonaise, connue pour sa traduction en japonais du roman Le Petit Lord Fauntleroy.

## Biographie
Née le 6 mars 1864, fille ainée d'un vétéran du domaine d'Aizu, Wakamatsu Shizuko est adoptée par un marchand de tissus de Yokohama. Elle fréquente l'« école Kidder » (キダー塾, Kidā Juku, qui porte le nom de sa fondatrice, la missionnaire Mary Eddy Kidder) et apprend l'anglais. Plus tard, elle est professeur dans cette même école, qui entretemps a pris le nom « École pour filles Ferris » (フェリス女学校, Ferisu Jogakkō). (Le nom actuel de l'école est « Ferris Jogakuin Daigaku ».)
En 1886, elle publie la revue littéraire Jogaku zasshi le récit de voyage Furuki miyako no tsuto (旧き都のつと). Par ailleurs, elle commence à traduire en japonais des poèmes et des œuvres en anglais, dont Le Petit Lord Fauntleroy et Enoch Arden d'Alfred Tennyson). En 1889 elle épouse Iwamoto Yoshiharu, le directeur du Jogaku zasshi. Elle meurt en 1896 tandis qu'elle travaille à la traduction de Sara, la Petite Princesse.

## Noms
Comme le veut la coutume au Japon à cette époque, Iwamoto Kashi possède plusieurs noms au cours de sa vie. Wakamatsu Shizuko est un pseudonyme, son nom véritable est Iwamoto Kashi (巌本 甲子). Plus tard elle se fait appeler Kashiko (嘉志子). Son nom de famille jusqu'à son mariage avec Iwamoto Yoshiharu est Matsukawa (松川).

## Ouvrages

### Le Petit Lord Fauntleroy (小公子,Shōkōshi)
C'est l’œuvre qui fait connaître Wakamatsu Shizuko. La traduction est publiée du mois d'août 1890 au mois de janvier 1892, dans le Jogaku zasshi, dans le style vernaculaire japonais comme il est habituel pour la littérature de jeunesse au début de l'ère Meiji. D'autres œuvres littéraires sont écrites en japonais classique traditionnel. Une édition en un volume de Le Petit Lord Fauntleroy en 1897, après la mort de la traductrice, est publiée et contribue au développement de la littérature de jeunesse au Japon.
- 1890 Wasuregatami (忘れ形見, dans le Jogaku zasshi).
- 1890-92 Enoch Arden (イノック・アーデン物語, Inoch Āden monogatari, dans le Jogaku zasshi).
- 1896 Omohide (おもひで, dans le Shōnen Sekai).

## Source de la traduction
- (de) Cet article est partiellement ou en totalité issu de l’article de Wikipédia en allemand intitulé « Wakamatsu Shizuko » (voir la liste des auteurs).
- Notices d'autorité :   - VIAF
  - ISNI
  - LCCN
  - GND
  - Japon
  - CiNii
  - Israël
  - WorldCat